# Поплаве у средњој Европи 2013.
Поплаве су у средњој Европи дошле после јаких киша на почетку јуна месеца 2013. Задесиле су Чешку и Аустрију; делимично Швајцарску и због набујалог Дунава исто Словачку, Мађарску и Србију. У Србији је резултат ових поплава био пораст водостаја на Дунаву у првој недељи јуна 2013.
Поплаве су биле непосредним резултатом јаких киша, трајајућих неколико дана. Прво су 31. маја 2013. порасли водостаји на рекама у западном делу Чешке (Бохемија) и на југоистоку Немачке (Баварска). Ради се о рекама Бероунка, Мже, Ухлава, Услава и Клабава (Чешка). Само дан касније киша се проширила и на територију северозападне Аустрије и јужне Чешке, што је изазвало веома брз раст водостаја на Влтави до Прага, па и Дунаву до Беча. У Чешкој су 2. јуна хидроцентрале на Влтави (Липно, Орлик, Камик и Слапи) почеле смањивати количину воде ради припреме на оргомне таласе воде из јужног дела земље. Како се показало, чак и то није било довољно.
2. јуна увече у Прагу је проглачен 3. степен опасности од поплава. На многим местима дуж обале реке Влтаве подигнуте су биле мобилне бране. Затворене су биле многе саобраћајнице, које се налазе у непосредној блискости Влтава, па и већина станица прашког метроа. Градски саобраћај је тиме био доста отежан и на многим чворишстима чешке метрополе забележене су огромне гужве. Градоначелник Прага Томаш Худечек је због тога наредио да се затворе све школе и културне институје, чиме би се мало олакшала ситуација за јавни превоз.
Од поплава на почетку јуна 2013. тешко је страдао и немачки град Пасау, који се налази на ушћу трију река - Дунава, Ина и Илза. Све реке су се слиле у једно огромно језеро, чији је ниво надмашио чак и тај, забележени у поплавама 1501. Немачка канцеларка Ангела Меркел прогласила је о поплавама да су догађајем историјског размера.
4. и 5. јуна је талас воде кренуо по Лаби и Дунаву. Ниво Лабе у чешком граду Усти-на-Лаби достигнуо је 5. јуна 11,5 метара. Саобраћај у граду преко реке је био тотално онемогућен, па је једини мост, који се могао користити за саобраћај, остао само железнички. Тешка ситуација забележена је исто у Дрездену и у другим градовима дуж реке Лабе у Немачкој. Само у Чешкој су материјалне штете процењене на 120 милиона евра.
Словачку, Мађарску и Србију су поплаве застигле касније, него Чешку, Аустрију и Немачку. На почетку јула месеца је РХМЗ прогласио први степен опасности од поплава на Дунаву до Новог Сада. Главни талас воде је прошао од 5-ог до 12-ог јуна јуна, па је пораст Дунава забележен прво у Апатину, па касније у другим градовима, као што су Бездан, Богојево, Бачка Паланка, Нови Сад, Сланкамен и Београд.